# Hidróxido de alumínio
Hidróxido de alumínio, um composto químico de fórmula Al(OH)3, é a mais estável forma do alumínio nas condições normais [carece de fontes?]. Ele é encontrado na natureza como o mineral gibbsita (também conhecido como hidrargilita). Relacionado com o  óxido hidróxido de alumínio, AlO(OH), e o óxido de alumínio, Al2O3, diferindo destes somente pela perda de água. Estes compostos juntos são os maiores componentes do minério de alumínio bauxita.

## Química
A gibbsita tem uma típica estrutura de hidróxido metálico com ligações de hidrogênio. Ela é constituída por duas camadas de grupos hidroxila com íons de alumínio ocupando dois terços dos buracos octaédricos entre as duas camadas.
O hidróxido de alumínio é um anfótero. Se dissolve em ácido, formando Al(H2O)63+ ou seus produtos de hidrólise. Também se dissolve em álcalis fortes, formando Al(OH)3+.
O hidróxido de alumínio é produzido no processo Bayer como um intermediário na produção de alumínio metálico. Também é retirado de linhas de extração de minérios de terras raras em traços e reutilizado para diminuir o ponto de fusão de sais (metálicos) importantes na Mineralogia.

## Farmacologia
Farmacologicamente, este composto é usado como um antiácido sob nomes tais como Alu-Cap, Aludrox ou Pepsamar. O hidróxido reage com o excesso de ácido clorídrico no estômago, reduzindo sua acidez. Este decréscimo de acidez dos conteúdos do estômago pode ajudar a aliviar os sintomas de úlceras, azia ou dispepsia. Pode causar obstipação e é em consequência disto frequentemente usado com carbonato de magnésio, o qual tem efeitos laxativos em contra-balanço. Este composto é também usado para controlar os níveis de fosfato presentes no sangue de pessoas que sofrem de insuficiência renal.
O hidróxido de alumínio é incluído como um coadjuvante farmacêutico em algumas vacinas  (e.g., Alhydrogel), já que contribui à indução de uma boa resposta do anticorpo, uma vez que induz uma boa resposta extracelular, importante para a ligação de anticorpos. Entretanto, ele tem pouca capacidade de estimular a resposta imunológica celular, importante para a proteção contra patógenos intracelulares (Petrovsky e Aguilar, 2004).
Já que lesões cerebrais encontradas na doença de Alzheimer contêm alumínio, existe um consenso que o consumo excessivo de compostos de alumínio pode causar ou contribuir para o desenvolvimento desta ou de outras doenças neurodegenerativas (Perl, 2006, Kawahara, 2005). Adicionalmente, níveis elevados de alumínio no sangue, resultantes de diálise do fígado com água contendo alto teor de alumínio, resulta em demência que é similar mas provavelmente diferente da resultante da doença de Alzheimer (Carpenter, 2001). Entretanto, esta hipótese é controversa.